# جيم كاري
جيمس يوجين كاري (بالإنجليزية: Jim Carrey)‏( وُلد في 17 يناير 1962) هو ممثل كوميدي كندي-أمريكي، اشتهر بأدائه المليء بالحركة والكوميديا المبالغة. أمضى عقد الثمانينات في صقل موهبته الكوميدية وأداء أدوار مساندة في الأفلام، نال شهرة واسعة عندما تم اختياره في برنامج الكوميديا التلفزيوني الأمريكي بالألوان الحية (1990–1994). حقق نجاحًا كبيرًا بعد مشاركته في سلسلة من الأفلام التي حققت نجاحات كبيرة في شباك التذاكر مثل آيس فينتورا: محقق الحيوانات الأليفة، القناع، غبي وأغبى (جميعها في 1994)، آيس فينتورا: عندما تنادي الطبيعة، وباتمان للأبد (كلاهما في 1995). وقد أدى نجاح هذه الأفلام الخمسة إلى أن يصبح كاري أول ممثل كوميدي يحصل على راتب مقدم قدره 20 مليون دولار مقابل تمثيله في الأفلام، ابتداءً من رجل السلك (1996).
استمر في تحقيق النجاح كممثل رئيسي في أفلام كوميدية مثل كاذب كاذب (1997)، كيف سرق غرينش عيد الميلاد (2000)، بروس الخارق (2003)، سلسلة الحوادث المؤسفة لليموني سنكيت (2004)، ورجل نعم (2008). منذ عام 2010، ظهر كاري في عدد أقل من الأفلام، مع أعمال بارزة تشمل غبي وأغبى 2 (2014) ودوره كدكتور إغمان في سلسلة أفلام سونيك القنفذ (2020–الحالي).
على الرغم من أن كاري كان يُعرف في الغالب بدور الممثل الكوميدي، إلا أنه حقق نجاحًا في الأدوار الدرامية أيضًا. تشمل أدواره التي لاقت إشادة نقدية دوره في عرض ترومان (1998) ودوره في رجل على القمر (1999) حيث فاز بجوائز غولدن غلوب عن كل فيلم. كما شارك في فيلم الدراما الرومانسي إشراقة أبدية للعقل الطاهر (2004)، الذي تم ترشيحه لجائزة بافتا وجائزة غولدن غلوب أخرى. كما شارك في مسلسل الكوميديا السوداء ممازحة [الإنجليزية] (2018–2020) على قناة شوتايم، حيث حصل على ترشيح سابع لجائزة غولدن غلوب.

## النشأة
ولد كاري في نيوماركت، أونتاريو، كندا لكاثلين (اسمها قبل الزواج أورام) وهي ربة منزل، وبيرسي كاري وهو موسيقي ومحاسب. نشأ كاثوليكيًا ولديه ثلاثة أشقاء أكبر سنًا: جون وباتريشيا وريتا. والدته من أصل إيرلندي واسكتلندي، ووالده من أصل فرنسي كندي؛ واسم العائلة الأصلي هو كاريه.
بدأ كاري في تقليد الوجوه أمام المرآة واكتشف موهبته في تقليد الأشخاص في سن الثامنة. في سن العاشرة، كتب كاري رسالة إلى كارول بيرنيت من برنامج كارول بورنيت شو مشيرًا إلى أنه متمكن بالفعل من التقليد وينبغي النظر في منحه دورًا في البرنامج؛ وكان سعيدًا جدًا عندما تلقى ردًا نموذجيًا. كان معجبًا بمونتي بايثون، الذي عُرض برنامجه التلفزيوني "مونتي بايثون فلاينج سيركس" في السبعينيات، وفي عام 2014 ظهر كاري في "أفضل لحظات مونتي بايثون (في الغالب)" وتذكر إرنست سكريبلر (الذي لعب دوره مايكل بالين) الذي ضحك حتى الموت في مشهد "أمزح نكتة في العالم". تذكر مجلة راديو تايمز: "سترى السبب على الفور: أداء بالين يشبه كاري بشكل مذهل".
قضى كاري سنواته الأولى في حي سكاربورو، أونتاريو، جزء من تورونتو الكبرى، حيث التحق بمدرسة بليسد ترينيتي الكاثوليكية الابتدائية في نورث يورك. انتقلت عائلته لاحقًا إلى برلنغتون، أونتاريو، حيث أمضوا ثماني سنوات؛ التحق جيم بمدرسة ألديرشوت الثانوية هناك. بعد ذلك بفترة، أصبحت عائلته بلا مأوى وعاشوا معًا في شاحنة فولكس فاجن بينما قضى المراهق جيم وأخوه شهورًا يعيشان في خيمة في متنزه تشارلز ديلي على شاطئ بحيرة أونتاريو في لينكولن، أونتاريو. عانت العائلة من صعوبات مالية، ومع ذلك، بدأ وضعهم في التحسن بمجرد أن وجد والده عملاً في قسم المحاسبة في مصنع إطارات تايتان ويلز في سكاربورو.
عملت العائلة - وبشكل أساسي الابنان المراهقان جيم وجون - كعمال نظافة وحراس أمن في مصنع الإطارات بنوبات عمل لمدة ثماني ساعات من الساعة 6 مساءً حتى صباح اليوم التالي. بعد العودة إلى سكاربورو، التحق جيم المراهق بمعهد أجينكورت الجماعي قبل أن يترك المدرسة في عيد ميلاده السادس عشر. بدأ في تقديم الكوميديا في وسط مدينة تورونتو مع الاستمرار في العمل في المصنع. في مقابلة مع صحيفة هاميلتون سبيكتيتور عام 2007، قال كاري: "لو لم تنجح مسيرتي في عالم الترفيه، لكنت على الأرجح أعمل اليوم في هاميلتون، أونتاريو، في مصنع دوفاسكو للصلب". كشاب، كان بإمكانه رؤية مصانع الصلب عبر خليج برلنغتون وغالبًا ما كان يعتقد أن "الوظائف العظيمة كانت هناك ".

## المسيرة المهنية

### بداياته الكوميدية
في عام 1979 ابتدأ جيم كاري يقدم وصلات كوميدية فردية في نوادي أونتاريو ثم انتقل إلى لوس أنجلوس في بداية الثمانينيات وبدأ بالعمل في دكان الكوميديا (بالإنجليزية: The Comedy Store) حيث لاحظه المؤدي الهزلي المعروف آنذاك رودني دانجيرفيلد واستقطبه للعمل ليقدم وصلة افتتاحية لعرضه المتجول.
حول كاري اهتمامه بعد ذلك لمجال التلفزيون حيث قدم تجربة أداء للبرنامج الكوميدي الشهير (Saturday Night Live) ولكنه لم يحظ بالدور ولكنه حظي بأول دور رئيسي له في مسلسل (The Duck Factory) والذي لم يستمر عرضه طويلا. استمر بعدها كاري ليؤدي أدوارا صغيرة في بعض المسلسلات مثل (In Living Color) و(Earth girls are easy).

### مهنته السينمائية
كان أول دور لجيم كاري في فيلم سينمائي عام 1981 في فيلم (Rubberface) وقام بعدها بتمثيل العديد من الأدوار الصغير في أفلام مثل (Once Bitten) و(Peggy sue got married إلى أن أحرز أول دور رئيسي له في فيلم (Ace Ventura: Pet Detective) عام 1994 نجاحا كبيرا. وبعدها توالت أدواره الناجحة في أفلام مثل (The Mask) و(Dumb and Dumber).
في عام 1998 حصل جيم كاري على جائزة الغولدن غلوب عن دوره في فيلم (The Truman Show) ومن ثم في عام 1999 حصل جيم كاري على جائزة الغولدن غلوب مرة أخرى عن دوره في فيلم (Man on the Moon)

### الكتابة
في عام 2019 تم الإعلان عن دخول كاري عالم التأليف والنشر، عبر كتابته لمؤلف أدبي بعنوان (مذكرات ومضللات)، تم وصفه على أنه رواية تصنف كشبه سيرة ذاتية للشخصية. وقد تعاون في كتابته مع المؤلفة دانا فاشون.

## الحياة الشخصية
عانى كاري من الاكتئاب وتناول لسنوات دواء بروزاك لمكافحة الأعراض. قال لاحقًا إنه لم يعد يتناول أي أدوية ويمتنع عن تناول القهوة والكحول والمخدرات.
حصل على الجنسية الأمريكية في أكتوبر 2004 ولا يزال يحمل الجنسية المزدوجة للولايات المتحدة وكندا مسقط رأسه.
يمتلك كاري عدة عقارات في لوس أنجلوس ويعيش في برينتوود منذ عام 1994. في نوفمبر 2022، منعت وزارة الخارجية الروسية 100 كندي بينهم كاري من دخول روسيا كإجراء مماثل للعقوبات الدولية التي فُرضت بسبب الغزو الروسي لأوكرانيا.

### العلاقات العاطفية
واعد كاري المغنية ليندا رونشتات لمدة ثمانية أشهر في عام 1983. في 28 مارس 1987، تزوج كاري من الممثلة السابقة ونادلة كوميدي ستور [الإنجليزية] ميليسا وومر. وُلدت ابنتهما، جين إيرين كاري، في 6 سبتمبر 1987. انفصل كاري ووومر في عام 1995.
في 23 سبتمبر 1996، تزوج كاري من زميلته في فيلم "Dumb and Dumber" لورين هولي؛ استمر هذا الزواج الثاني أقل من عام. من 1999 إلى 2000، كان كاري مخطوبًا لزميلته في فيلم "Me, Myself and Irene" رينيه زيلويجر. في عام 2002، كان في علاقة مع جانواري جونز. في عام 2005، التقى كاري بالعارضة والممثلة جيني مكارثي، وأعلن علنًا في يونيو 2006 أنهما في علاقة رومانسية. انتهت علاقتهما في أبريل 2010، ولاحظت الصحافة في أكتوبر 2010 أن مكارثي وكاري ظلا صديقين جيدين.
في عام 2012، التقى كاري بكاثريونا وايت، خبيرة مستحضرات تجميل من مقاطعة تيبيراري، أيرلندا. تواعدا بين عامي 2012 و2015. في 28 سبتمبر 2015، عُثر على وايت ميتة بسبب جرعة زائدة من الأدوية الموصوفة؛ حُكم على الوفاة بأنها انتحار من قبل الطبيب الشرعي في مقاطعة لوس أنجلوس. كان كاري أحد حاملي النعش في جنازتها في كاباوايت [الإنجليزية]، أيرلندا. في يناير 2019 حضر كاري حفل جوائز غولدن غلوب 2019، وكان برفقة صديقته آنذاك جينجر غونزاغا. انفصل الزوجان بعد أقل من عام من المواعدة.

## أعماله
| السنة | العنوان                               | الترجمة العربية                     | الدور                                                       |
| ----- | ------------------------------------- | ----------------------------------- | ----------------------------------------------------------- |
| 2024  | 3 Sonic the Hedgehog                  | سونيك القنفذ 3                      | الدكتور إيفو "إغمان" روبوتنيك / البروفيسور جيرالد روبوتنيك  |
| 2022  | Sonic the Hedgehog 2                  | سونيك القنفذ 2                      | الدكتور إيفو "إغمان" روبوتنيك                               |
| 2020  | Sonic the Hedgehog                    | سونيك القنفذ                        | الدكتور إيفو "إغمان" روبوتنيك                               |
| 2016  | The Bad Batch                         | الدفعة السيئة                       | الناسك                                                      |
|       | Dark Crimes                           | الجرائم المظلمة                     | تاديك                                                       |
| 2014  | Dumb and Dumber To                    | أغبياء وأغبى 2                      | لويد كريسماس                                                |
| 2013  | The Incredible Burt Wonderstone       | بورتر وندرستون المذهل               | ستيف غراي                                                   |
|       | Kick-Ass 2                            | كيك آيس 2                           | سال بيرتوليني "كولونيل ستارز آند ستريبس"                    |
|       | Anchorman 2: The Legend Continues     | المذيع 2: الأسطورة تستمر            | سكوت رايلز                                                  |
| 2011  | Mr. Popper's Penguins                 | بطاريق السيد بوبير                  | توماس "توم" بوبير الابن                                     |
| 2009  | I Love You Phillip Morris             | أحبك فيليب موريس                    | ستيفن جاي راسل                                              |
|       | A Christmas Carol                     | ترنيمة عيد الميلاد                  | إبنيزر سكروج / أشباح عيد الميلاد: الماضي، الحاضر، والمستقبل |
| 2008  | Horton Hears a Who!                   | هورتون يسمع هوو!                    | هورتون الفيل                                                |
|       | Yes Man                               | نعم رجل                             | كارل ألين                                                   |
| 2007  | The Number 23                         | الرقم 23                            | والتر سبارو / المحقق فينجرلينغ                              |
| 2005  | Fun with Dick and Jane                | المرح مع ديك وجين                   | ريتشارد "ديك" هاربر                                         |
| 2004  | Eternal Sunshine of the Spotless Mind | ضوء الشمس الأبدي للعقل النظيف       | جويل بارش                                                   |
|       | A Series of Unfortunate Events        | سلسلة من الأحداث المؤسفة            | كونت أولاف                                                  |
| 2003  | Bruce Almighty                        | بروس أليمايتي                       | بروس نولان                                                  |
|       | Pecan Pie                             | فطيرة البيكان                       | السائق                                                      |
| 2001  | The Majestic                          | العظيم                              | بيتر أبلتون                                                 |
| 2000  | Me, Myself & Irene                    | أنا ونفسي وإيرين                    | تشارلي بايليغيتس / هانك إيفانز                              |
|       | How the Grinch Stole Christmas        | كيف سرق الغرينش عيد الميلاد         | الغرينش                                                     |
| 1999  | Man on the Moon                       | الرجل على القمر                     | آندي كوفمان                                                 |
| 1998  | The Truman Show                       | عرض ترومان                          | ترومان بيربانك                                              |
|       | Simon Birch                           | سايمون بيرش                         | جو وينتوورث البالغ / الراوي                                 |
| 1997  | Liar Liar                             | كذاب كذاب                           | فليتشر ريد                                                  |
| 1996  | The Cable Guy                         | رجل الكابل                          | رجل الكابل / إيرني "تشيب" دوغلاس                            |
| 1995  | Batman Forever                        | باتمان إلى الأبد                    | إدوارد نيغما / اللغز                                        |
|       | Ace Ventura: When Nature Calls        | آيس فينتورا: عندما تنادي الطبيعة    | آيس فينتورا                                                 |
| 1994  | Ace Ventura: Pet Detective            | آيس فينتورا: محقق الحيوانات الأليفة | آيس فينتورا                                                 |
|       | The Mask                              | القناع                              | ستانلي إبكس / القناع                                        |
|       | Dumb and Dumber                       | أغبياء وأغبى                        | لويد كريسماس                                                |
| 1992  | Itsy Bitsy Spider                     | العنكبوت الصغير                     | المدمر                                                      |
| 1991  | High Strung                           | عالي التوتر                         | الموت                                                       |
| 1989  | Pink Cadillac                         | الكاديلاك الوردي                    | مغني في النادي                                              |
| 1988  | The Dead Pool                         | حمام الموت                          | جوني سكويرز                                                 |
|       | Earth Girls Are Easy                  | الفتيات الأرضيات سهلات              | ويبلوك                                                      |
| 1985  | Once Bitten                           | لدغة واحدة                          | مارك كيندل                                                  |
| 1984  | Finders Keepers                       | الفائز يحتفظ                        | لين بيدلكوف                                                 |
| 1983  | The Sex and Violence Family Hour      | ساعة العائلة الجنسية والعنيفة       | مضيف / أدوار متنوعة                                         |
|       | All in Good Taste                     | كله ذوق                             | رالف باركر                                                  |

## وصلات خارجية
- جيم كاري على موقع IMDb (الإنجليزية)
- جيم كاري على موقع ميتاكريتيك (الإنجليزية)
- جيم كاري على موقع الموسوعة البريطانية (الإنجليزية)
- جيم كاري على موقع روتن توميتوز (الإنجليزية)
- جيم كاري على موقع مونزينجر (الألمانية)
- جيم كاري على موقع قاعدة بيانات الأفلام العربية
- جيم كاري على موقع ألو سيني (الفرنسية)
- جيم كاري على موقع ميوزك برينز (الإنجليزية)
- جيم كاري على موقع تيرنر كلاسيك موفيز (الإنجليزية)
- جيم كاري على موقع أول موفي (الإنجليزية)
- Jim Carrey   على فيسبوك.
- الموقع الرسمي لجيم كاري نسخة محفوظة 31 مارس 2017 على موقع واي باك مشين..
- صفحة جيم كاري على موقع IMDB.
- جيم كاري.. أيقونة الكوميديا (1/2).
- جيم كاري.. أيقونة الكوميديا (2/2).